# Kolozsvári-Szeszák Ferenc
Kolozsvári-Szeszák Ferenc (Kolozsvár, 1881. március 7. – Kolozsvár, 1919. február 18.) szobrász.

## Életpályája
Szülei gazdag kézművesek voltak, akik nem akadályozták meg őt a művészi karrier felépítésében, ezért a budapesti Iparművészeti Akadémián (Iparművészeti Iskola) folytatta tanulmányait. Strobl Alajosnál tanult Budapesten. Párizsban folytatta tanulmányait. 1901-ben tanulmányi “Dicsérő Oklevelet” kapott Budapesten; Kolozsvár tanulmányi ösztöndíjban részesítette. 1902-ben elnyerte az Iparművészeti Főiskola első díját. 1902–1903 között részt vett az Erdélyrészi Szépművészeti Társaság közgyűlésein és az Erdélyrészi Képzőművészeti Társaság kiállításain. 1903–1907 között párizsi tanulmányúton volt. 1908-ban megbetegedett.
Münchenben is kiállította műveit. A budapesti Műcsarnokban 1911-től szerepelt, leginkább bronz szobrokat állított ki. Több síremléke a kolozsvári Házsongárdi temetőben található.

## Szobrai

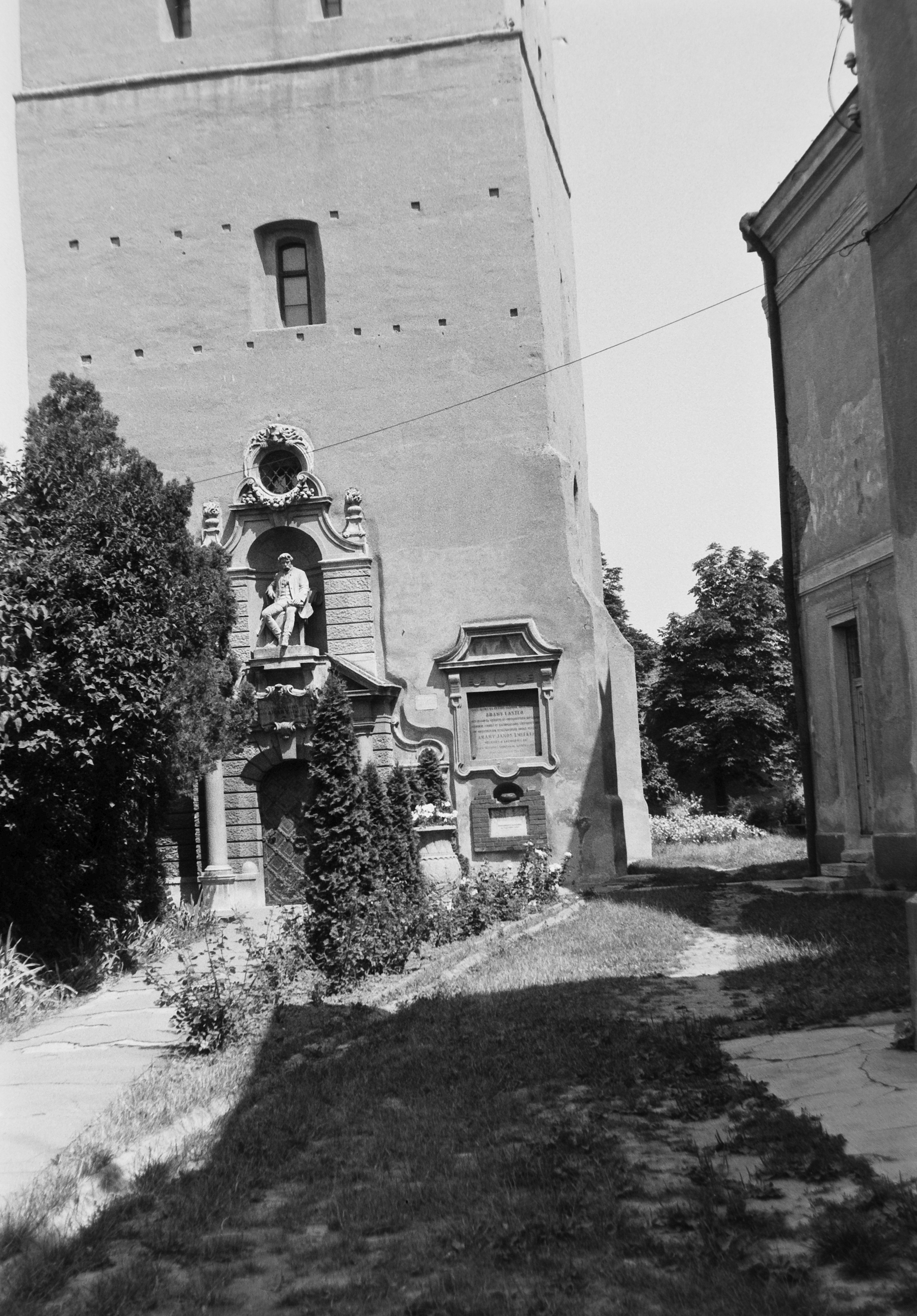
Csonkatorony, Arany János-emlékmű (Stróbl Alajos és Kolozsvári-Szeszák Ferenc)

- Ecsedi Kovács Gyula színművész és Brassai Sámuel dombormű arcképe (1900)
- Versényi György költő szobra (1902)
- Mátyás király és Beatrix mellszobra (1902)
- Arany János egészalakos szobra (Nagyszalonta, 1904–1907)
- Apollón és Thália (Kolozsvár, 1906)
- Wesselényi Miklós és Jósika Miklós szobra (1906)
- Nemzeti Színház homlokzata (1906)
- Kossuth és Bartha Miklós szoborpályázat (1908)
- Jézus szíve (Magyarkanizsa, 1908)
- Kárpátok őre (Kolozsvár, 1915)

## Díjai
- tanulmányi “Dicsérő Oklevél” (1901)
- Iparművészeti Főiskola első díja (1902)
- Ferenczy-díj (1906)